# أمير أرسلان مطهري
أمير أرسلان مطهري ((بالفارسية: امیرارسلان مطهری)؛ من مواليد 10 مارس 1993) هو لاعب كرة قدم إيراني يلعب حاليا لصالح تراکتور سازي في دوري إيران الممتاز كمهاجم.

## مسيرته مع الأندية

### السنوات الأولى
بدأ مسيرته مع فريق ستيل آذين تحت 19 سنة. كما لعب على مستويات الشباب في داماش طهران. في وقت لاحق انضم إلى مقاومت طهران تحت 21 سنة وساعدهم على أن يصبحوا أبطال في دوري طهران طهران للرؤية الآسيوية تحت 21 سنة 2013–14.
انضم إلى نفط طهران في 26 مايو 2014 بعقد لمدة ثلاث سنوات. وكان أول ظهور له ضد راه آهن في 7 أغسطس 2014 كبديل عن حسين إبراهيمي. وسجل أيضا هدفه الأول لنفط، بالتعادل 1-1 ضد غسترش. وفي 18 مارس 2015، سجل مطهري في فوز نافت 2–1 على الشباب الذي كان أول فوز للنادي في مرحلة المجموعات في دوري أبطال آسيا.

## التكريمات

### على صعيد الأندية
نفط طهران
- كأس حذفي (1): 2016–17

### الدولية
إيران تحت 23
- بطولة اتحاد غرب آسيا لكرة القدم تحت 23 سنة: 2015

### الفردية
- بطولة اتحاد غرب آسيا لكرة القدم أفضل لاعب: 2015
- دوري المحترفين الإيراني : 2014–15